# Артур Петросјан
Артур Петросјан (јерм. Արթուր Պետրոսյան, 17. децембар 1971, Гјумри) је бивши јерменски фудбалер. Играо је на средини терена.
Био је тренер репрезентације Јерменије.

## Каријера
Петросјан је био рекордер по броју постигнутих голова за репрезентацију са 11 голова у 69 утакмица за коју је дебитовао 14. октобра 1992. на пријатељској утакмици против Молдавије. Хенрих Мхитарјан га је 2013. престигао и постао најбољи стрелац репрезентације.
Тренер репрезентације Јерменије постао је 2016.

## Статистика каријере

### Репрезентативна
| Јерменија | Јерменија | Јерменија |
| Година    | Утакмице  | Голови    |
| --------- | --------- | --------- |
| 1992      | 1         | 0         |
| 1994      | 5         | 0         |
| 1995      | 7         | 1         |
| 1996      | 8         | 0         |
| 1997      | 8         | 1         |
| 1998      | 4         | 0         |
| 1999      | 7         | 1         |
| 2000      | 9         | 4         |
| 2001      | 7         | 1         |
| 2002      | 2         | 1         |
| 2003      | 7         | 2         |
| 2004      | 4         | 0         |
| Укупно    | 69        | 11        |

### Голови за репрезентацију
| #   | Датум              | Место     | Противник     | Резултат | Исход    | Такмичење                 |
| --- | ------------------ | --------- | ------------- | -------- | -------- | ------------------------- |
| 1.  | 15. новембар 1995. | Данска    | Данска        | 1 : 3    | Пораз    | Квалификације за ЕП 1996. |
| 2.  | 7. мај 1997.       | Украјина  | Украјина      | 1 : 1    | Нерешено | Квалификације за СП 1998. |
| 3.  | 9. октобар 1999.   | Андора    | Андора        | 3 : 0    | Победа   | Квалификације за ЕП 2000. |
| 4.  | 4. фебруар 2000.   | Кипар     | Кипар         | 2 : 3    | Пораз    | Пријатељска               |
| 5.  | 3. јун 2000.       | Литванија | Литванија     | 2 : 1    | Победа   | Пријатељска               |
| 6.  | 7. октобар 2000.   | Јерменија | Украјина      | 2 : 3    | Пораз    | Квалификације за СП 2002. |
| 7.  | 7. октобар 2000.   | Јерменија | Украјина      | 2 : 3    | Пораз    | Квалификације за СП 2002. |
| 8.  | 6. јун 2001.       | Јерменија | Пољска        | 1 : 1    | Нерешено | Квалификације за СП 2002. |
| 9.  | 7. септембар 2002. | Јерменија | Украјина      | 2 : 2    | Нерешено | Квалификације за ЕП 2004. |
| 10. | 29. март 2003.     | Јерменија | Северна Ирска | 1 : 0    | Победа   | Квалификације за ЕП 2004. |
| 11. | 7. јун 2003.       | Украјина  | Украјина      | 3 : 4    | Пораз    | Квалификације за ЕП 2004. |

## Успеси
Ширак
- Премијер лига Јерменије (4) : 1992, 1994, 1995, 1999.
- Суперкуп Јерменије (2) : 1996, 1999.

Макаби Петах Тиква
- Тото куп (1) : 1999.

Цирих
- Куп Швајцарске (1) : 2005.
- Суперлига Швајцарске (1) : 2005/06.